# Степанівка (Вишгородський район)
Степа́нівка —  село в Україні, у Іванківській селищній громаді Вишгородського району Київської області. Населення становить 18 осіб. Село належить до III зони гарантованого добровільного відселення.

## Історія
У літописах Степанівка не згадується, але, можливо, засноване село переселенцями з Польщі. Донині місцеві жителі використовують слова польського походження (татуньо — батько, матуньо — мати), мають польські прізвища (Ягодинський, Сингаєвський, Глембоцький), імена (Каміла, Станіслава).
7 (20) листопада 1917 року, відповідно до Третього Універсалу Української Центральної Ради, увійшло до складу Української Народної Республіки.
У роки німецько-радянської війни загинуло 26 жителів села.
Село Степанівка в 1960-ті роки включено до складу Оранської сільської ради, а до цього входило до Кінно-Видумської сільської ради (нині Пісківська сільська рада).
12 червня 2020 року, відповідно до розпорядження Кабінету Міністрів України № 715-р «Про визначення адміністративних центрів та затвердження територій територіальних громад Київської області», увійшло до складу Іванківської селищної територіальної громади.
19 липня 2020 року, в результаті адміністративно-територіальної реформи та ліквідації Іванківського району, село увійшло до складу новоутвореного Вишгородського району.
З кінця лютого до 1 квітня 2022 року під час російсько-української війни село було окуповане російськими військами.